# Wolfgang Sofsky
Wolfgang Sofsky (* 1952 in Kaiserslautern) ist ein deutscher Soziologe, Autor und Essayist.

## Leben
Sofsky studierte u. a. Soziologie, Philosophie, Politikwissenschaften und Geschichte. 1981 wurde er an der Universität Göttingen promoviert, 1992 habilitierte er sich am selben Ort. Er lehrte dort als außerplanmäßiger Professor für Soziologie und war 1999/2000 Gastprofessor an der Universität Erfurt. Zurzeit lebt er als Schriftsteller, freier Publizist und Privatgelehrter in der Nähe von Göttingen. Sofsky schreibt u. a. für die Literarische Welt, die Neue Zürcher Zeitung, den Schweizer Monat, den Focus, die Frankfurter Allgemeine Zeitung, Die Welt sowie für den WDR und das Deutschlandradio Kultur.
Das Denken Sofskys ist von der Sozialphänomenologie, der Philosophischen Anthropologie Helmuth Plessners, der Soziologie Georg Simmels und der Anthropologie von Elias Canetti geprägt. 1995 schrieb Sofsky über Canetti: „Masse und Macht ist mir unverzichtbar geworden. Wer damit befasst ist zu verstehen, was Menschen einander antun, den lehrt Canetti klare Sicht. Er schafft die Gedankenfreiheit, von der aus man neu beginnen kann. Seine Sätze sind von kristalliner Härte, ohne Ironie und Verachtung, aber auch ohne jenen erbaulichen Humanismus, der noch das Ärgste in das trübe Licht falscher Versöhnung taucht. Nur aus schwärzestem Wissen kann die Hoffnung entstehen, der Macht den Garaus zu machen, könnte das Motto des Buches lauten. Alles andere ist nur Utopie oder Ideologie, stärkt nur den Aberglauben des Optimismus.“

## Wirken
Im Zentrum von Sofskys Schriften steht zunächst die Analyse der Formen sozialer Macht, der Gewalt und des Terrors. Seither widmet er sich den Bedrohungen der Freiheit durch die Politik der Sicherheit, der Zerstörung des Privaten und den vielfältigen Formen menschlicher Unmoral.
Für seine Habilitationsschrift Die Ordnung des Terrors erhielt Sofsky am 24. November 1993 in München den Geschwister-Scholl-Preis. In der Begründung der Jury hieß es: „Seit Eugen Kogons grundlegender Darstellung über den SS-Staat (1946) hat die Erforschung und Beschreibung des Konzentrationslagers als Inbegriff und Zentrum der nationalsozialistischen Menschenvernichtung niemals aufgehört. Dennoch waren die Versuche, zu einer umfassenden Erklärung ihres Funktionierens vorzudringen, eher selten. Sofsky hat sich dieser Aufgabe unterzogen und ein Werk von großer analytischer Kraft und Klarheit vorgelegt. Gestützt auf die Berichte der Überlebenden beschreibt er, wie die Mechanismen ‚absoluter‘ Macht die Menschen existentiell zerbrechen. Raum und Zeit, Arbeit und soziale Strukturen verlieren in der ‚Ordnung des Terrors‘ ihre Orientierungsfunktion.“ Jan Philipp Reemtsma lobte das Buch in der Zeit.

„Das Buch dürfte zu einem Standardwerk zum Thema Gewalt – nicht nur in Konzentrationslagern – werden.“

Einer der ersten Kritiker des Werkes war damals Harald Welzer. Er sprach im Merkur (H. 1/1994) von einem „hermetischen“ Buch und nannte es „dumm darin, dass es distanzlos im Grauen verweilt, das es zu beschreiben vorgibt“.
Am 20. September 2015 erhielt Sofsky in Edenkoben den Holbach-Preis für sein Gesamtwerk. In der Begründung der Jury hieß es: „Wolfgang Sofsky hat ein überragendes essayistisches Werk geschaffen […] Er ist der Erzähler unter den Essayisten und einer ihrer besten.“ Im März 2016 gründete Sofsky das Holbach-Institut zur Erforschung der kulturellen Macht. Dort wird auch an einem Projekt „Barocco“ zur Kultur- und Machtgeschichte des Barock gearbeitet.
Sofsky gehört neben Götz Aly, Norbert Bolz, Peter Hahne, Monika Maron, Dieter Nuhr, Boris Palmer, Cora Stephan und Günter Wallraff zu den Erstunterzeichnern des am 1. September 2020 von Milosz Matuschek und Gunnar Kaiser (1976–2023) initiierten Appell für freie Debattenräume.

## Werke

### Bücher
- Revolution und Utopie. Bemerkungen zur Emanzipationstheorie im fortgeschrittenen Kapitalismus. Makol, Frankfurt am Main 1971
- Die Ordnung sozialer Situationen. Theoretische Studien über die Methoden und Strukturen sozialer Erfahrung und Interaktion. Westdeutscher Verlag, Opladen 1983, ISBN 3-531-11657-6 (= Diss. Göttingen 1981)
- Macht, Arbeit und Humanität. Zur Pathologie organisierter Arbeitssituationen (mit Reiner Löffler). Cromm, Göttingen 1986, ISBN 3-921969-12-3.
- Figurationen sozialer Macht. Autorität, Stellvertretung, Koalition (mit Rainer Paris). Leske und Budrich, Opladen 1991; Suhrkamp, Frankfurt am Main 1994, ISBN 3-518-28735-4
- Die Ordnung des Terrors: Das Konzentrationslager. S. Fischer, Frankfurt am Main 1993, ISBN 3-596-13427-7 (= Habil. Göttingen 1992)
- Traktat über die Gewalt. Fischer-Taschenbuch-Verlag, Frankfurt am Main 2005, ISBN 3-596-16855-4.
- Zeiten des Schreckens. Amok, Terror, Krieg. S. Fischer, Frankfurt am Main 2002, ISBN 3-10-072707-X.
  - Rezensionen: H-Soz-u-Kult und literaturkritik.de, Andreas Bock in SZ, 13. Mai 2002
- Operation Freiheit. Der Krieg im Irak. S. Fischer, Frankfurt am Main 2003, ISBN 3-10-072709-6.
- Das Prinzip Sicherheit. S. Fischer, Frankfurt am Main 2005, ISBN 3-10-072710-X; Neuauflage 2016: Prinzip Sicherheit, mit neuem Nachwort: Krieg und Krise, CreateSpace Independent Publishing ISBN 978-1-5395-1108-3.
  - Rezensionen: Hans-Martin Lohmann in Die Zeit, Eckart Conze in H-Soz-u-Kult, Konstantin Sakkas in Tagesspiegel, 17. Januar 2006, Claus Leggewie in SZ, 3. August 2006, 14. Andreas Rosenfelder: „Verdammt seien alle, die Risiko und Courage scheuen“ – FAZ, 18. November 2005. Klaus Peter Krause: „Die Sicherheit geht vor“ – FAZ vom 4. September 2006
- Verteidigung des Privaten. Eine Streitschrift. C. H. Beck, München 2007, ISBN 978-3-406-56298-3.
  - Rezensionen: Katharina Rutschky: „Der Privatmann an der Angel“ – Die Welt vom 18. August 2007. A.C.Grayling Privacy: A Manifesto, The Times 17. Oktober 2008 entertainment.timesonline.co.uk Josie Appleton Why Privacy matters, The spiked Review of Books 36, July 2010
- Das Buch der Laster. C.H. Beck, München 2009, ISBN 978-3-406-59135-8.
  - Rezension: Uwe Justus Wenzel: Gottlose Komödie: Wolfgang Sofskys Anthropologie der Laster
- Todesarten. Über Bilder der Gewalt. Matthes & Seitz, Berlin 2011, ISBN 978-3-88221-557-1; Neuauflage 2016: Independently published KDP/Amazon ISBN 978-1-5187-0762-9.
  - Rezensionen: Thomas Macho: Tötungsarten. Wolfgang Sofsky über „Bilder der Gewalt“, Neue Zürcher Zeitung vom 8. Oktober 2011. Lorenz Jäger in faz.net – FAZ vom 26. November 2011; Arno Orzessek in dradio.de – Deutschlandradio Kultur vom 2. Januar 2012; Herfried Münkler: Blutflecken im Schnee, in: Sueddeutsche Zeitung vom 7./8. Januar 2011; Eduard Beaucamp: Dauerhölle der Geschichte in dradio.de – Deutschlandradio Kultur/Lesart vom 19. Februar 2012;
- Einzelgänger. Matthes & Seitz, Berlin 2013, ISBN 978-3-88221-032-3.
  - Rezension: Mark-Georg Dehrmann: Wir Einsamen, in: Sueddeutsche Zeitung vom 13. Mai 2013; Wolfgang Himmel, in: KZfSS,66, 2014: 328–330;
- Weisenfels. Matthes & Seitz, Berlin 2014, ISBN 978-3-95757-005-5.
  - Rezensionen: Nicolas Freund: Texte sehen dich an, in: Sueddeutsche Zeitung vom 10. November 2014; Carsten Hueck in deutschlandradiokultur.de Deutschlandradio Kultur vom 6. Dezember 2014; Barbara Sichtermann: Im Museum der Masken, in: deutschlandfunk.de Deutschlandfunk vom 2. April 2015; Klaus Kufeld: Die Geschichte eines Freitods, in: Chaussee. Zeitschrift für Literatur und Kultur der Pfalz Heft 34/2015;
- Lautlos. Kurze Geschichten. Independently published 2017, KDP/Amazon ISBN 978-1-5454-5602-6.
- Denkbilder. Independently published 2017, KDP/Amazon ISBN 978-1-974660-47-6.
- Koalitionen. Independently published 2017, KDP/Amazon ISBN 978-1-975742-18-8.
- Privatheit. Independently published 2018, KDP/Amazon ISBN 978-1-986313-76-6.
- Laster. Gesichter der Unmoral. Independently published 2018, KDP/Amazon ISBN 978-1-986638-26-5.

- Luftgeister, Independently published KDP/Amazon 2019, KDP/Amazon ISBN 978-1-09-065519-6.
- Macht und Stellvertretung, Independently published KDP/Amazon 2019, KDP/Amazon ISBN 978-1-09-338874-9.
- Mysons Gelächter. Alte Geschichten, Independently published KDP/Amazon 2020, ISBN 979-8-5722-7660-2
- Citoyens sous surveillance. La fin de la vie privée, Éditions de L’Herne, Paris 2021, ISBN 979-1-03-190311-8
- Stadt, Endzeit, Architektur. Essays, Independently published KDP/Amazon 2022, ISBN 9798360234883
- Ohne Götter. Zur Kritik der Religion, Independently published KDP/Amazon 2023 ISBN 9798396348844

### Aufsätze
- Sicherheit durch Normalität. Stichworte zur Analyse der Alltäglichkeit. In: Frankfurter Hefte 33 (1978) 29–36.
- Vom Wert der Arbeit. In: Frankfurter Hefte 36 (1981) 29–36.
- Endzeiten. Kultursoziologische Notizen zum Weltuntergang. In: Frankfurter Hefte 37 (1982) 59–66.
- Automatenmenschen und Gesellschaftsmaschinen. In: Frankfurter Hefte 39 (1984) 54–60.
- Schreckbild Stadt. Stationen der modernen Stadtkritik. In: Die Alte Stadt. Vierteljahreszeitschrift für Stadtgeschichte, Stadtsoziologie, Denkmalpflege und Stadtentwicklung 13 (1986) 1–21.
- Drohungen. Über eine Methode der Interaktionsmacht (mit Rainer Paris). In: Kölner Zeitschrift für Soziologie und Sozialpsychologie 39 (1987) 15–39.
- Absolute Macht. Zur Soziologie des Konzentrationslagers. In: Leviathan 18 (1990) 518–535.
- ErlesenZerlesen. In: Süddeutsche Zeitung, 9. März 1995.
- Gewaltzeit. In: Trutz von Trotha (Hrsg.), Soziologie der Gewalt, Opladen 1997, 102–121.
- Teilhaben an der Macht der Toten. Von der Gewalt der Masken und ihrem Untergang in Zeiten der Konformität. In: SZ, 8. Februar 1997.
- Das Gesetz des Gemetzels. Welcher Menschentypus steckt hinter den Exzessen in Algerien, Ruanda und Bosnien? In: Die Zeit, 2. April 1998.
- Held, Märtyrer und Terrorist in einem: Der Selbstmordattentäter. In: Süddeutsche Zeitung, 19. September 2001.
- Der Prozess der Gewalt. In: Michael Klein (Hrsg.), Gewalt – interdisziplinär, Münster 2002, 173–184.
- Das Schwein, der Mensch. Elias Canettis poetische Zoologie. In: SZ, 20. März 2002.
- Wie gerecht ist die Rache? In: Psychologie Heute 29 (2002), Nr. 4, 56–61.
- Die halbierte Erinnerung. In: SZ, 5. Dezember 2002, 13.
- Vor dem Krieg. Ein Drängen, ein Zögern, ein Warten. In: SZ, 6. März 2003.
- Das normale Gesicht des Bösen. In: Die Welt, 20. März 2003.
- Prämien, Kopfjagd, Attentate. Politischer Mord und Kriegskunst. In: SZ, 29. September 2003, 14.
- Ja oder Nein! Was der Demokratie so schwer fällt: die Entscheidung. In: SZ, 8. Oktober 2003, 13.
- Weder Kopftuch noch Kreuz. In: Die Welt, 18. März 2004.
- In den Verliesen des Krieges. In: Die Weltwoche Nr. 19/2004, 6. Mai 2004.
- Jeder hält die Augen offen. Die Gefahren der Terror-Vorsorge. In: SZ, 1. August 2005.
- Das Prinzip Freiheit. In: Ulrike Ackermann (Hrsg.), Plädoyers für eine offene Gesellschaft, Berlin 2007, 40–61.
- Amok, der Rausch absoluter Macht. In: Tages-Anzeiger, 13. März 2009.
- Rache und Gerechtigkeit. In: Berner Zeitung, 7. Mai 2011.
- „Das eigentliche Element“. Über das Böse, in: Kursbuch 176, 2013, S. 34–46.
- Die Verleugnung und andere Verfahren des Nichtwissens, in: Chaussee. Zeitschrift für Literatur und Kultur der Pfalz 34/2015.
- Scarbo, in: Chaussee. Zeitschrift für Literatur und Kultur der Pfalz 41/2018.
- Heimat. Eine unpolitische Betrachtung, in: Chaussee. Zeitschrift für Literatur und Kultur der Pfalz, 42/2018.
- Das Volk schaut nur zu. Denn Demokratie ist am Ende Oligarchie., in: Neue Zürcher Zeitung, 19. Februar 2019.
- Das Soziale wird ausgetrocknet, die Werte verdampfen, die Exekutive übernimmt: Eine neue Zeit beginnt.nzz.ch, in: Neue Zürcher Zeitung, 23. März 2020.
- Über die Dummheit, in: Neue Zürcher Zeitung, 19. September 2020.

### Interviews
- Keine Therapie für Terroristen. In: FAZ, 9. November 2001.
- Wir kehren zurück in historisch normale, gefährliche Zeiten. In: SZ, 24. August 2006, 11.
- Wie kommt es zu Gewalt? Es geht um Rituale, nicht um Inhalte. In: Frankfurter Allgemeine Sonntagszeitung, 3. Juni 2007, 30.
- Die Freiheit ist kein Idyll, sondern eine Aufgabe. In: Frankfurter Allgemeine Sonntagszeitung, 22. Juli 2007, 22.
- Bombenkrieg: Die Dinge beim Namen nennen. In: GEO Magazin, Nr. 02/2003
- «Ich nenne das eine genozidale Kriegsführung»: Der Gewaltforscher Wolfgang Sofsky wirft Russland vor, die Ukraine vernichten zu wollen  In: Neue Zürcher Zeitung, 2. August 2022